# Nymphée odorante
Nymphaea odorata
Espèce
Classification APG III (2009)
La Nymphée odorante (Nymphaea odorata) est une espèce de plantes à fleurs de la famille des Nymphaeaceae. C'est un nénuphar trouvé de l'Amérique centrale jusqu'au sud du Canada. Il s'agit d'un nénuphar, très proche de l'espèce européenne Nymphaea alba.

## Autres noms
Nymphéa, lis d'eau, magnolia d'eau.

## Habitat
On la retrouve dans les étangs, les lacs et les rivières.

## Description
Ce sont des plantes aquatiques vivaces aux larges feuilles rondes et flottantes. Leur longue tige s'enfoncent dans le fond de l'eau. Les fleurs sont blanches ou rose pâle avec de nombreux pétales disposés en étoile.

## Utilisation
Les Ojibwés mangeaient les bourgeons. Plusieurs tribus autochtones préparaient des décoctions avec les fleurs pour soigner des abcès et des ulcères. En Europe, on s'en servait pour soigner les maladies vénériennes.

## Liste des sous-espèces
Selon NCBI (9 nov. 2011) :
- sous-espèce Nymphaea odorata subsp. odorata
- sous-espèce Nymphaea odorata subsp. tuberosa